# جوزيبي مازولي
جوزيبي مازولي ( 1644 - 1725) هو كان نحات إيطالي أنتج العديد من المنحوتات شديدة الإنجاز على نطاق هائل ولكنه لم يكن أبدًا شخصية رائدة في عالم الفن الروماني.